# Börse für landwirtschaftliche Produkte

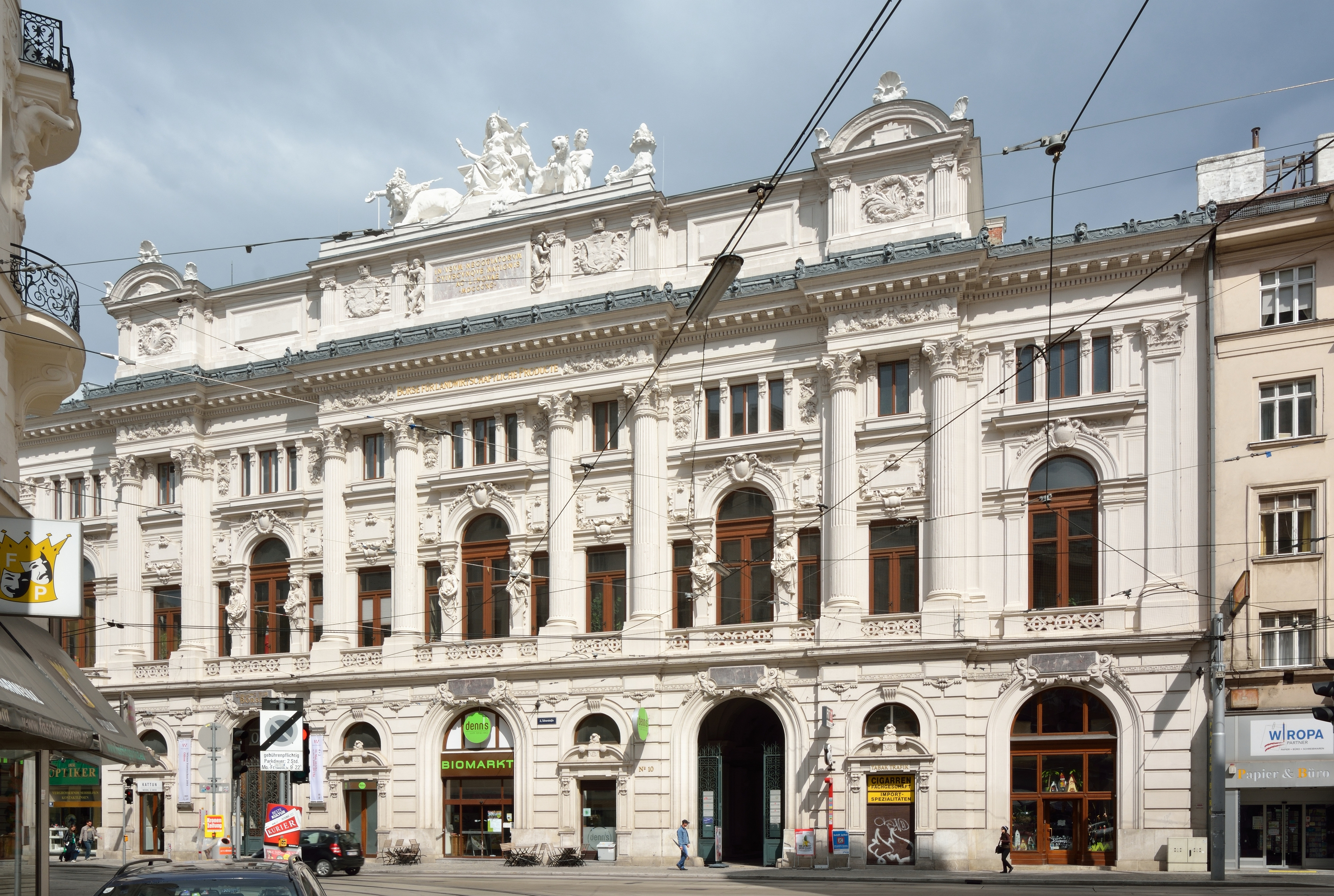
Wien, Taborstraße 10, Börse für landwirtschaftliche Producte, 2014

Die Börse für landwirtschaftliche Produkte in Wien, kurz: Produktenbörse, ist eine 1869 gegründete Warenbörse ohne Termingeschäft. Sie befindet sich seit 1890 in einem 1887–1890 eigens errichteten Gebäude in der Taborstraße in Wien-Leopoldstadt.
Während des Nationalsozialismus in Österreich (1938–1945) sowie aufgrund des Marktordnungsgesetzes von 1949 bis 1994 verfügte die Börse über keine Bedeutung. Mit dem EU-Beitritt Österreichs 1995 wurde die Börse reaktiviert und die Funktion der Richtpreisfindung für den österreichischen Markt durch die wichtigsten Marktteilnehmer wiederaufgenommen. Die Notierungen erfolgen wöchentlich.
Darüber hinaus verfügt die Wiener Produktenbörse über ein Schiedsgericht, das für alle Mitglieder und Handelspartner im Falle von Streitigkeiten zuständig ist.

## Geschichte
Seit 1812 ist der Getreidehandel in Österreich ein freies Geschäft, Getreide also Handelsware. Mit der Entwicklung des Handels entstand 1853 die Wiener Frucht- und Mehlbörse. Diese unterstand vorerst noch dem Wiener Magistrat und wurde erst am 24. Juni 1869 unabhängig. Dies war das Geburtsjahr der Wiener Produktenbörse. Dessen Handel fand vorerst im Café Produktenbörse in der Wiener Leopoldstadt statt. Mit Anstieg des Handelsumfangs und der Handelsteilnehmer wurde der Bau eines eigenen Börsegebäudes beschlossen. Den Auftrag hierzu erhielt 1887 der Architekt Karl König, der in der Taborstraße unweit des Cafés das Börsengebäude errichtete (siehe Produktenbörse (Gebäude)). Die Fertigstellung und der Handelsbeginn erfolgte am 23. August 1890. In lateinischen Lettern wurde der Leitspruch der Börse in die Fassade gemauert: in usum negotiatorum cuiuscumque nationis ac linguae („den Kaufleuten aller Völker und jeder Sprache gewidmet“).
Bis zum Ersten Weltkrieg war die Börse die wichtigste Börse für landwirtschaftliche Produkte der österreichisch-ungarischen Monarchie. Nach deren Untergang und den Jahren der Inflation erlebte der Börsenhandel einen großen Rückgang, von dem sich die Börse erst Mitte der 20er-Jahre wieder erholte.
1938, nach dem Anschluss Österreichs an Deutschland, wurde die Börse geschlossen. Im Zweiten Weltkrieg wurde die Börse bei Luftangriffen auf Wien getroffen, wobei der Handelssaal ausbrannte. Nach Kriegsende wurde mit dem Wiederaufbau begonnen. Am 10. November 1948 erfolgte die Neukonstituierung der Börsekammer und am Mittwoch, dem 29. Juli 1949 wurde die erste Börseversammlung nach Kriegsende im wiederinstandgesetzten Börsegebäude in der Taborstraße abgehalten. Die Börse war nun allerdings aufgrund des Marktordnungsgesetzes, das die Preisfestsetzung durch die Sozialpartnerschaft bestimmte, weitgehend bedeutungslos. Sie diente lediglich als wöchentlicher Treffpunkt der wichtigsten Marktteilnehmer. Seit den 1980er-Jahren wird der große Saal vom Odeon Theater genutzt.
Mit dem Beitritt Österreichs zur EU 1995 musste das Marktordnungsgesetz aufgehoben werden. Die Produktenbörse setzte sich wieder zusammen und nahm ihre Funktion als Ort der Richtpreisfindung durch die wichtigsten Marktteilnehmer wieder auf.
Die Wiener Produktenbörse war maßgeblich an der Anfertigung eines einheitlichen italienisch-österreichisch-deutschen Musterkontraktes für den Getreidehandel beteiligt.

## Börsenhandel

### Handelswaren
Tatsächlicher Handel findet an der Produktenbörse nicht statt. Es werden jedoch zum Zwecke der Richtpreisfindung der gehandelten Waren Geschäftsabschlüsse ab einem gewissen – je nach Ware unterschiedlich hohen, in der Regel mindestens 100 Tonnen – Mindestumfang aufgezeichnet. Der Börsenverkehr umfasst im Wesentlichen alle in der Region angebauten landwirtschaftlichen Rohstoffe und Halbfertigprodukte, die zur menschlichen und tierischen Ernährung dienen. Vom Börsenverkehr ausgeschlossen sind forstwirtschaftliche Erzeugnisse, Gewürze, Kräuter sowie zur Herstellung von Geweben und Gespinsten dienende Rohstoffe wie Jute. Ebenfalls ausgeschlossen sind fast alle „Kolonialwaren“, also Zucker, Kaffee, Tee, Schokolade, Kakao und dergleichen.

### Handelsusancen
Als verbindliche Grundlage der im Geschäftsverkehr vorkommenden Bezeichnungen, Geschäftsbedingungen, Fristen, Abwicklungsmodalitäten und Handelsgepflogenheiten dienen die Usancen der Börse für landwirtschaftliche Produkte Wien. Sie sollen Missverständnissen und Fehlinterpretationen vorbeugen und damit den nationalen und internationalen Handel erleichtern.
Darüber hinaus legen Spezialbestimmungen fest, was für Voraussetzungen Qualitäts- oder Sortenbezeichnungen erfüllen müssen – also etwa „Qualitäts-“ oder „Premiumweizen“.

### Preisnotierung
Die Preisnotierungen erfolgen auf Grundlage tatsächlich stattgefundenen Handels, also ohne Termingeschäfte wie Optionen und Futures, die in Wien nicht gehandelt werden, ein Mal wöchentlich am Mittwoch um 13.30 Uhr. Zur Bemessung herangezogen werden nur große Handelsabschlüsse ab einer gewissen Mindestmenge zum Großhandelspreis. Festgestellt werden die Preise letztlich durch die Preisermittlungskommission, die unter Aufsicht des Börsekommissärs steht. Die Veröffentlichung der Preise erfolgt im Amtlichen Kursblatt.

## Organe

### Börsekammer
Die Leitung der Börse für landwirtschaftliche Produkte obliegt der Kammer der Börse für landwirtschaftliche Produkte in Wien. Diese setzt sich aus 30 Börseräte genannten Mitgliedern zusammen, die für jeweils vier Jahre gewählt oder ernannt werden. Diese werden zu einem Drittel vom Landwirtschaftsministerium aus von den österreichischen Landwirtschaftskammern vorgeschlagenen Personen ernannt. Weitere insgesamt drei Mitglieder ernennen die Landwirtschaftskammern von Wien, Niederösterreich und dem Burgenland. Die restlichen 17 Mitglieder werden von den Börsemitgliedern gewählt, wobei sechs davon aus der Mühlenindustrie oder dem Mühlengewerbe stammen müssen, einer aus der mehlverarbeitenden Industrie oder Gewerbe, sechs aus dem Getreidehandel. Die vier übrigen können anderen am Börsenverkehr teilnehmenden Berufsgruppen angehören. Weitere Voraussetzung an die 30 Börseräte ist, dass mindestens die Hälfte von ihnen ihren Wohnsitz in Wien hat.
Aus den Börseräten heraus werden ebenfalls für vier Jahre ein Leitungsgremium, das Börsepräsidium sowie der Börsepräsidenten mit seinen drei Vizepräsidenten und dem Kassenverwalter gewählt.
Als Aufsichtsorgan fungiert der Börsekommissär mit seinen zwei Stellvertretern, die vom Landwirtschafts- und Wirtschaftsministerium gestellt werden.
Ebenfalls von der Börsekammer ernannt werden das vierköpfige Schiedsrichterkollegium und das dreiköpfige Sachverständigenkollegium.
Bisherige Präsidenten der Börsekammer:
- 1869–1872: Konstantin Dora
- 1872–1875: Roman Uhl
- 1876–1894: Wilhelm Naschauer
- 1895–1916: Paul Ritter von Schoeller
- 1917–1925: Fritz Mendl
- 1926–1928: Hugo Hauser
- 1929–1931: Hermann Reif
- 1932–1933: Jakob Handl
- 1934–1938: Josef Zwetzbacher
- 1948–1958: Josef Rupp
- 1959–1963: Alfred Fromm
- 1963–1976: Leopold Holzschuh
- 1976–1977: Hermann Grün
- 1978–1993: Ernst Polsterer
- 1994–1997: Kurt Engleitner
- seit 1998: Rudolf Kunisch

### Schiedsgericht
Eine wesentliche Einrichtung der Börse für landwirtschaftliche Produkte in Wien ist deren Schiedsgericht. Dieses entscheidet – im Falle der Vereinbarung zwischen den Parteien – als staatliches Sondergericht mittels vollstreckbarer Schiedssprüche über Klagen aus Verträgen im Zusammenhang mit landwirtschaftlichen Produkten.
Das Schiedsgericht der Produktenbörse ist nicht an Verfahrensvorschriften ordentlicher Gerichte gebunden und gegen Urteile des Schiedsgerichts kann auch nicht berufen werden. Die Verfahren sind daher in der Regel wesentlich kürzer als jene vor den ordentlichen Gerichten. Sprüche des Schiedsgerichtes der Börse für landwirtschaftliche Produkte in Wien sind im Gegensatz zu vielen anderen europäischen Börsen unmittelbar vollstreckbare Exekutionstitel.